# IPad Pro (6-го поколения)
iPad Pro (6-го поколения) (также употребляется, как iPad Pro M2) — это планшетный компьютер, спроектированный, разработанный и продаваемый корпорацией Apple. Модель была анонсирована 18 октября 2022 года в специальном пресс-релизе на сайте Apple, не проводя отдельной презентации. Модель имеет те же варианты диагонали экрана, как и её предшественник: 11 и 12,9 дюйма, а также получила процессор Apple M2, поддержку записи видео в кодеке ProRes, поддержку технологии Wi-Fi 6E и определения положения Apple Pencil на расстоянии до 12 мм. Предзаказы стартовали в тот же день, и планшет поступил в продажу 26 октября 2022 года.

## Внешний вид
В iPad Pro используется 100% переработанный алюминий и не менее 99% материалов из переработанных редкоземельных элементов. Он не содержит каких-либо вредных веществ, как это определено в запатентованной Apple «Спецификации регулируемых веществ Apple».

## Функции

### Аппаратное обеспечение
В iPad Pro шестого поколения используется SoC Apple M2. Он оснащен восьмиядерным процессором с четырьмя производительными и четырьмя энергоэффективными ядрами, 10-ядерным графическим процессором и 16-ядерным нейронным сопроцессором. Варианты внутренней памяти включают 128 ГБ, 256 ГБ, 512 ГБ, 1 ТБ и 2 ТБ. Версии на 128, 256 и 512 ГБ включают 8 ГБ ОЗУ, а версии на 1 и 2 ТБ поставляются в комплекте с 16 ГБ ОЗУ.
11-дюймовая модель оснащена дисплеем Liquid Retina с пиковой яркостью 600 нит, такой же, как у 11-дюймовой модели 3-го, 4-го и 5-го поколений. 12,9-дюймовая модель, напротив, может похвастаться мини-дисплеем LED HDR под названием Liquid Retina XDR, встроенным с коэффициентом контрастности 1 000 000: 1, полной яркостью экрана 1000 нит и максимальной яркостью 1600 нит (HDR), что такой же, как у 12,9-дюймовой модели 5-го поколения. Обе модели поддерживают True Tone, ProMotion, переменную частоту обновления 120 Гц и широкую цветовую гамму P3.

### Аксессуары
iPad Pro шестого поколения поддерживает Apple Pencil второго поколения, Magic Keyboard, Magic Trackpad, Magic Mouse, Smart Keyboard Folio и аксессуары USB-C.

## Прием
iPad Pro шестого поколения получил неоднозначные отзывы критиков. Некоторые обозреватели заявили, что фронтальная камера находится не в горизонтальном положении по сравнению с iPad 10-го поколения, в то время как другие критиковали устаревшую клавиатуру Magic Keyboard, в которой отсутствуют функциональные клавиши, используемые на iPad 10-го поколения. Некоторые обозреватели высоко оценили наведение Apple Pencil, высокую производительность, время автономной работы и дисплей.